# 루드로 학살

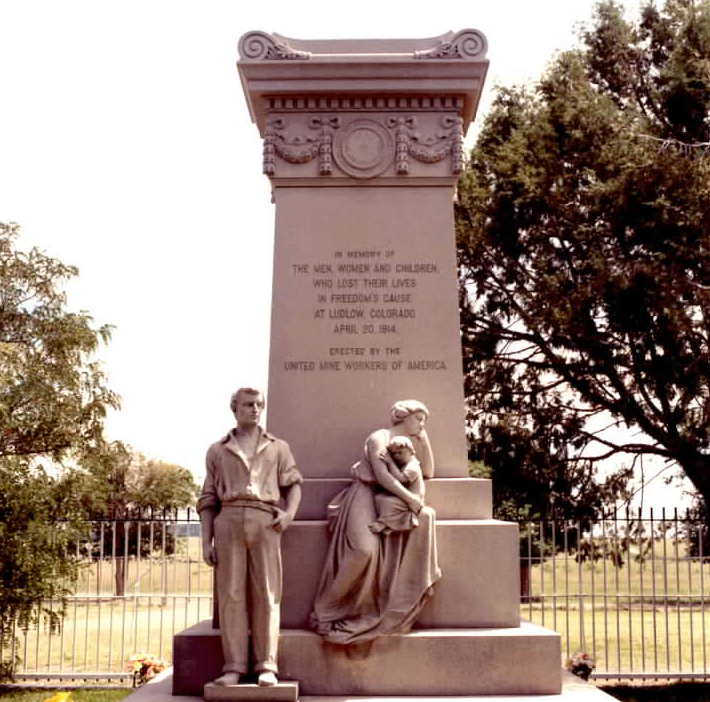
루드로 학살 위령비

루드로 학살(영어: Ludlow Massacre)은 1914년 4월 20일 콜로라도주 방위군의 미국 콜로라도주 루드로의 탄광 광부와 그들의 가족 등 1,200명이 거주하는 천막촌에 대한 공격으로 어린이 11명이 포함된 20명의 사망자를 낸 사건이다. 이러한 희생은 파업 노동자와 탄광 보안대 사이의 한나절 동안의 싸움 끝에 발생했다. 여자 2명, 어린이 11명, 노조 광부 6명과 보안요원 1명이 사망하였다. 이 사건 후, 광부들은 자체적으로 무장하고 십여개의 광산을 공격하여 기물을 파손하고 콜로라도 주방위군과 충돌하였다.
루드로 학살은 콜로라도 남부의 1913년~1914년 14개월간의 탄광 파업 사건 중 가장 끔찍한 사건이었다. 파업은 콜로라도의 석탄 채굴 회사에 대해 미국 광부 노조(United Mine Workers of America, UMWA)에 의해 주도되었다. 당시 가장 큰 세 광산회사는 록펠러 가문소유의 콜로라도 퓨얼 & 아이언 컴퍼니(Colorado Fuel & Iron Company, CF&I), 로키 마운틴 퓨얼 컴퍼니(Rocky Mountain Fuel Company, RMF), 그리고 빅터-아메리칸 퓨얼 컴퍼니(Victor-American Fuel Company, VAF)였다. 콜로라도주 트리니다드 북서쪽 19Km에 위치하고 있는 루드로는 현재 유령 도시이다. 파업광부들과 그날 죽은 가족들을 기리기 위한 화강암 위령비가 세워진 대량 학살 장소는 미국광부노조 소유이다.

## 배경
광산 업계는 오랫동안 경쟁적인 산업환경에서 계속해서 이익을 내기 위해 적은 임금과 가혹한 원가 절감 정책으로 저숙련 노동자들을 끌어 들여왔다. 이것은 노동환경을 어렵고 위험하게 만들었으며 그러한 환경으로 노조 조직의 시기는 무르익어갔다. 1883년 미국 최초의 파업 이래로, 콜로라도주 광부들은 정기적으로 노동조합을 결성하려 시도했었다.
서부광부연합은 처음 1890년대 금광과 은광에서 조직되었다. 1900년대 초, 미국광산노조는 콜로라도 남부를 포함한 서부주에서 탄광노동자들을 조직하기 시작했다. 미국광산노조는 록펠러 일가 및 여러투자자들이 소유한 보수적이고 현실과 유리된 가혹한 경영방침을 세우고 있는 CF&I에 집중하기로 결정하였다. 파업을 막거나 예방하기 위해 석탄회사는 주로 동유럽, 남유럽, 멕시코에서 이민자들을 꾀어냈다. CF&I의 방침은 여러 나라에서 온 이민자들을 섞어놓아서 자칫 조직화로 연결될 수도 있는 의사소통을 힘들게 하는 것이었다.
당시 일반적인 관행에 따라, 광부들은 채굴한 석탄의 톤수에 따라 임금을 받았고, 철로 부설, 광갱을 지지하기 위한 갱지주 작업 등의 “잔업” 수당은 지급되지 않았다. 생산에 대한 강한 압력이 가해졌고, 광갱의 안전은 종종 짧은 기도시간으로 주어졌다. 1884년에서 1912년 사이에 1,700명 이상의 광부들이 콜로라도에서 사망하였고 그 비율은 같은 기간동안의 전국 평균의 2에서 3.5배였다. 게다가, 광부들은 그들이 캐낸 석탄 무게를 속이고 있다는 느낌을 받았고, 그들에게 임금을 줄 때 사용하는 저울과 석탄을 판매할 때 사용하는 저울이 다르다고 주장했다. 광부들은 해고의 위험을 무릅쓰면서 이 문제를 다투었다.
대부분의 광부들은 회사가 제공한 집과, 학교, 의사, 성직자, 치안기구가 있는 “회사촌”에서 살았다. 이 회사촌에는 회사 화폐, 전표로 다양한 물건 구입할 수 있는 상점도 있었다. 하지만 회사촌은 광부들이 노조를 조직하는 것을 방해하기 위해 연설이나 회합을 집중적으로 규제하는 압제적인 환경으로 변했다. 또한, 이익을 유지하려는 압력하에서 , 광산회사는 계속해서 회사촌과 그 복지에 예산을 줄이고 회사 상점의 가격을 올려서 광부와 그 가족들은 상황의 악화와 높은 생활비용을 겪어야 했다. 콜로라도 주의회는 전표의 사용을 불법화하고 광산과 그 마을의 생활을 향상시키기 위한 법을 통과시켰지만 이러한 법은 거의 지켜지지 않았다.

## 파업

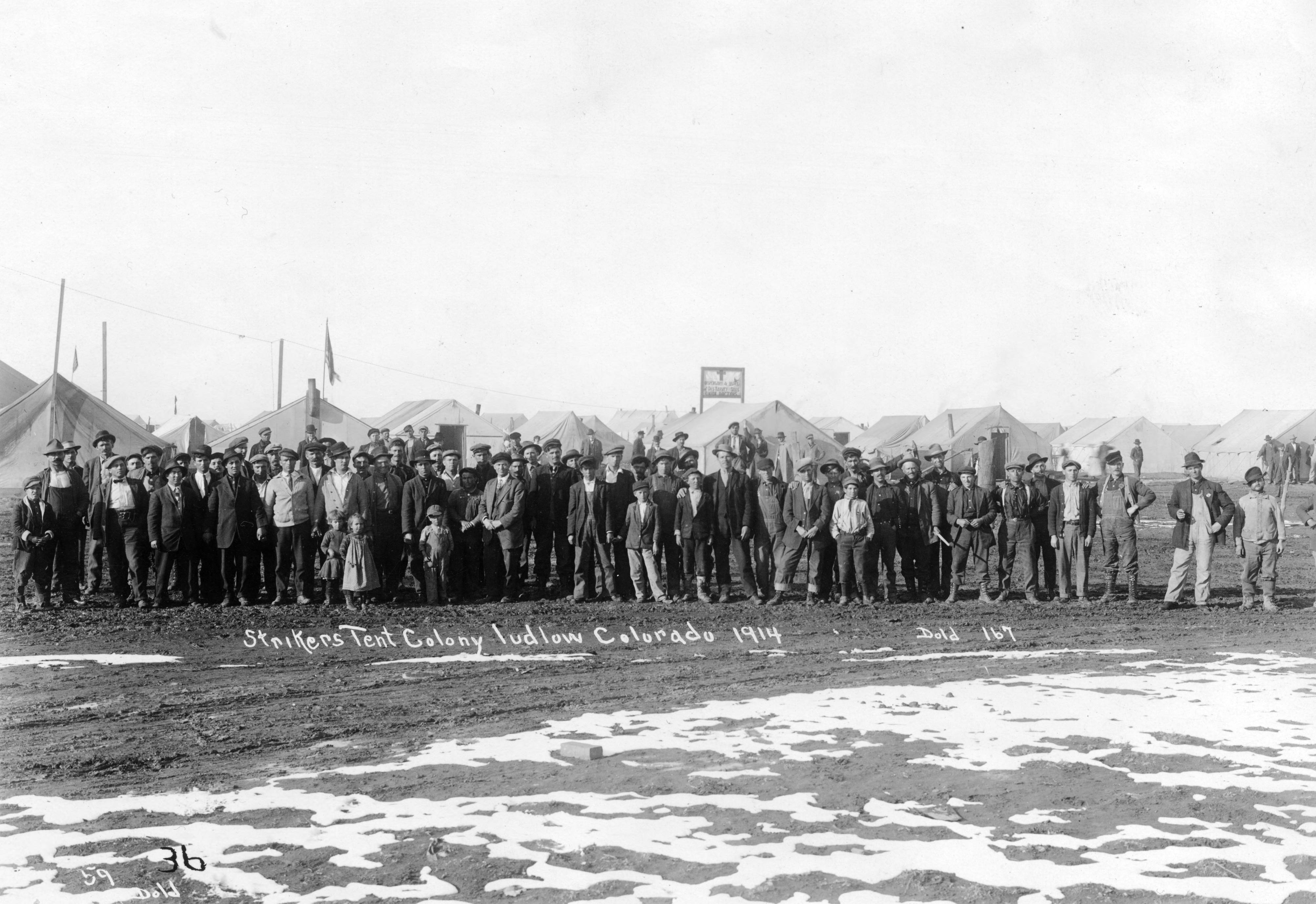
천막촌 앞의 파업 조합원들.

노조활동을 억압하려는 활동에도 불구하고 미국광부노조에 의한 비밀조직은 1913년까지 존속되었다. 모든 준비가 계획에 따라 마쳐지자 탄광 노동자 반수를 대표하여 미국광산노조가 나섰고 일곱가지 조건을 내걸었다.
1. 노조를 협상 대상으로 인정할 것
2. 채탄 가격 인상(임금 10% 인상에 해당)
3. 일 8시간 노동법 준수
4. "무임금 노동"(철로 부설, 갱지주 작업, 불순물 제거, 등)에 대한 임금지급
5. 채탄의 무게 측정시 노조측에서 선출한 인원도 입회시킬 것(사측 인원의 투명성을 보장하기 위해)
6. 회사가 지정하지 않은 상점과 기숙사, 의사를 이용하고 선택할 권리
7. 콜로라도주 법의 엄격한 준수(광산안전법규, 전표의 폐지 등), 위협적인 회사 보안대의 폐지

주요 탄광 회사들은 1913년 9월의 요구를 거부했고, 광부노조는 파업을 개시하였다. 파업에 참가한 노동자들은 즉각 회사촌에서 쫓겨났고, 그들은 광부노조에 의해 마련된 노조가 파업을 준비하기 위해 임차한 토지위에 목재와 세우고 무쇠 스토브가 들어있는 천막촌으로 이주하였다.
사측을 감시하고 대체 노동자들을 괴롭히기 위해 노조는 광산이 있는 협곡의 입구 근처를 천막촌 부지로 선택하였다. 파업 노동자와 노조에서 “딱지(Scab, 파업 비참가 노동자를 경멸하여 부르는 말)”라고 부르는 대체 노동자들은 서로 맞닥들이면 종종 과격해져서 사상자가 발생하기도 하였다. 회사는 볼드윈-펠츠 탐정사무소를 고용해 대체 노동자를 보호하고 파업 노동자의 삶을 어렵게 만들어 파업을 파괴하려 하였다.
볼드윈-펠츠 탐정사무소는 공격적인 파업 파괴로 악명이 높았다. 볼드윈-펠츠 측은 천막촌을 향해 한밤중에 탐조등을 환히 비추거나 무작위로 사격을 가해 가끔 사람들이 죽거나 불구가 되었다. 그들은 천막촌 주변을 정찰하기 위해 임의로 개조한 장갑차를 사용하였다. 이 장갑차는 커다란 투어링 세단에 강철 방호재와 M1895 콜트-브라우닝 기관총을 장착한 것으로 콜로라도주 푸에블로의 CF&I 공장에서 생산되었다. 파업 노동자들은 이 차량을 “데스 스페셜”이라 불렀다. 천막촌에 대한 빈번한 사격 때문에 광부들은 그들의 가족이 숨을 수 있도록 천막 아래에 대피호를 팠다.
10월 28일, 파업과 관계된 폭력행의가 도마에 오르자 콜로라도 주지사 일라이어스 M. 아몬스가, 콜로라도 주방위군을 출동시켰다. 처음에는 방위군의 출현이 상황을 안정시켰다. 하지만 주방위군은 회사측을 옹호하고 있다는 것이 곧 드러났다. 주방위군의 지휘관 존 체이스는 10년전의 악명높은 크리플 크릭 파업 사건에서 활약하였고, 루드로에서도 가혹한 제도를 강요하였다. 1914년 3월 10일, 대체 노동자의 시신이 포브스 근처 철로위에서 발견되었다. 주방위군은 그 남자가 파업 노동자에 의해 살해된 것이라 믿었다. 체이스는 보복으로 포브스 천막촌을 철거하라고 명령을 내렸다. 그 공격은 포브스 거주자들이 몇일전 죽은 아이의 장례식에 간 동안 행해졌다. 그 공격은, 젊은 사진작가 로 돌드가 목격하여 파업파괴에 대한 많은 사진들을 남겼다.
파업노동자들은 1914년 3월까지 버텨내었다. 그때까지, 콜로라도주는 방위군을 유지할 자금이 바닥나서 주방위군을 소환했다. 주지사와 광업회사는 질서가 무너질까 두려워 방위군 두 부대를 콜로라도 남부에 남겨두고 탄광회사가 민병대를 조직하도록 허용했다. 민병대는 대부분 주방위군 제복을 입은 CF&I 보안대로 구성되어 있었다.
록펠러 측이 주방위군에게 급여를 지급했다는 기록이 존재하며, 구사대가 주방위군 군복을 입었다는 주장도 있다.

## 학살

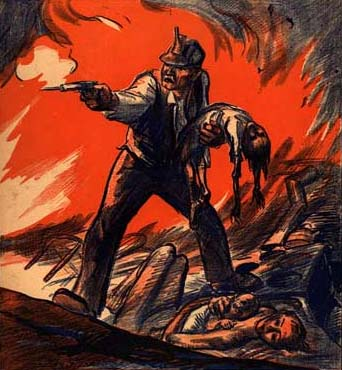
월간지 The Masses의 표지, 1914년 6월, 존 프렌치 슬론작. 이 그림은 루드로 학살에 대한 맥스 이스트먼의 기사 "콜로라도의 계급전쟁"에 대한 일러스트이다.

4월 20일 아침, 루드로의 많은 그리스 이민자가 부활절을 쇤 다음날, 세 명의 보안요원이 한 남자가 파업 노동자측에 붙잡혔다며 천막촌에 나타나 석방을 요구했다. 이 요청은 즉시 천막촌의 지도자인 루이스 티카스에게 전달되어, 천막촌에서 반 마일(0.8 km)정도 떨어진 루드로 마을 열차역에서 민병대 지휘관과 만나기로 하였다. 이 만남이 진행되고 있는 동안, 민병대 두 개 중대가 천막촌 근처의 능선에 기관총을 설치하고 루드로 남쪽 반 마일의 철도를 따라 자리잡았다. 걱정이 된 티카스는 천막촌으로 뛰어 돌아왔다. 광부들은 가족의 안전을 걱정하며 민병대의 측면에 자리를 잡았다. 곧 총격전이 일어났다.
싸움은 하루종일 계속되었다. 민병대는 오후에 제복을 입지 않은 광산 보안대에 의해 증원되었다. 해 질 녘, 지나가던 화물 열차가 보안대의 기관총이 놓인 곳 앞에 멈춰서서 많은 광부와 그 가족들이 “블랙 힐”이라 부르는 동쪽의 언덕으로 도망칠 수 있게 해주었다. 오후 7:00, 천막촌은 불길에 휩싸였고 민병대는 내려가서 천막촌을 약탈하기 시작하였다. 루이스 티카스는 천막촌에 하루 종일 남아있었는데 불이 날 때까지도 거기에 있었다. 티카스와 다른 두 사람은 민병대에 잡혔다. 티카스와 두 민병대 중대의 지휘관 중 하나인 칼 린더펠트 중위는 지난 몇 달 동안 몇 번 만난적이 있었다. 두 명의 민병대원이 티카스를 붙잡고 있는 동안 린더펠트는 개머리판을 티카스의 머리에 내리쳐 부러뜨렸다. 티카스와 다른 두 남자는 나중에 총에 맞은 시체로 발견되었다. 시신은 지나다니는 열차가 보도록 3일 동안 콜로라도 남부선을 따라 전시되었다. 민병대 장교는 지역 철도 노조가 시신을 가져가서 매장할 때까지 시신을 옮기는 것을 거절하였다.
싸움이 벌어질 동안, 4명의 여자와 11명의 어린이가 한 천막 밑에 파놓은 대피호 속에 숨어있었는데 그 천막에 불이 나자 거기에 갇혀버렸다. 그 중 2명의 여자와 어린이 모두가 질식사 하였다. 이 죽음을 광산노조측은 "루드로 학살."이라 부르며 무장봉기를 촉구하였다.
여기에 더해, 루이스 티카스와 총에 맞아 죽은 다른 남자들, 3명의 사측 보안대원과 민병대원 한 명이 이날의 싸움으로 사망하였다.

## 결과
루드로 학살로 콜로라도 노동조합의 지도자들은 모든 조합원의 무장봉기를 촉구했다. "모든 무기와 탄약은 합법적이었다," 그리고 큰 규모의 게릴라전이 열흘간 잇따랐다. 콜로라도주 트리니다드에서는 광산노조가 조합 본부에서 공개적으로 무기와 탄약을 파업 노동자들에게 분배했다. 여자와 아이들이 민병대에 의해 “무자비하게 대량 학살”되었다고 믿는 700~1000명의 흥분한 노동자들이 잇따라 광산들을 습격해서 보안대를 쫓아내거나 죽이고 건물에 불을 질렀다. 보안대와 싸우며 10일안에 루드로의 희생자를 포함해 최소 50명이 사망하였고 수백명의 민병대가 노동쟁의 지역으로 지원을 위해 몰려왔다. 전쟁은 대통령 우드로 윌슨이 연방군을 보내서야 끝이났다. 연방군은 양측을 무장해제 시키고(민병대에서도 해임, 체포가 진행되었다.) 워싱턴에 즉시 보고하였다.
콜로라도 석탄 전쟁이라 불리는 이 분쟁은 미국 역사상 가장 폭력적인 노동분쟁이다. 사망자는 콜로라도 정부가 밝힌 69명에서 존 D. 록펠러 2세가 지시해 조사한 199명까지로 알려져 있다.
1914년 10월 10일 광산노조는 마침내 자금이 소진되어 파업을 중단한다.
마지막에, 파업 노동자들은 그들의 요구를 관철시키지 못하였고, 노조는 인정받지 못하였으며, 파업에 참가한 많은 노동자들은 새 노동자로 대체되었다. 400명이 넘는 노동자가 구속되었고, 그 중 332명이 살인혐의로 기소되었다. 파업의 주도자인 존 로슨만이 살인에 대한 유죄가 선고되었지만 끝내 콜로라도주 대법원에 의해 뒤집어졌다. 10명의 장교를 포함한 22명의 주방위군이 군사법원에 기소되었지만 루이스 티카스를 폭행한 혐의의 린더펠트 중위만을 제외하고는 모두 무죄판결이 났다. 하지만, 그는 가벼운 징계만을 받았다.
쿡 목사는 콜로라도 트리니다드의 교회에서 목사를 하고 있었다. 그는 루드로 학살 희생자의 장례를 치러주기 위해 노력한 몇 안되는 트리니다드의 목사이다. 쿡 목사는 1938년에 사망했다.

## 영향
비록 광산노조가 회사에 인정받는 것을 실패하였지만, 파업의 여파는 콜로라도 광산의 환경과 전국적 노동관계에 미쳤다. 존 D. 록펠러 2세는 노동 관계 전문가이자 미래의 캐나다 수상인 W. L. 맥켄지 킹의 도움을 받아 광산의 개선, 포장도로와 레크리에이션 시설이 있는 마을, 근로 조건, 안전, 건강, 레크리에이션에 관해 교섭할 수 있는 노동자 대표의 인정을 포함하는 개혁안을 약속했다. 노조에 가입된 노동자에 대한 차별과 어용 노조의 설립도 없을 것이라고 하였다. 록펠러의 안은 광부들의 투표로 받아들여졌다.
노동 변호사이자 민주당 행동파인 프랭크 월쉬(Frank Walsh)가 이끄는 미국 산업관계위원회(Commission on Industrial Relations, CIR)는 워싱턴에서 록펠러를 포함한 주요 단체장의 증언과 정보를 수집했다. 위원회의 1,200페이지짜리 보고서는 노조가 추구한 많은 개혁안을 제안했고 하루 8시간 노동과 아동 노동 금지 법안을 만드는 것을 지원했다.
미국광산노조는 1916년 마침내 루드로 천막촌이 있던 자리를 샀다. 2년 후, 쟁의기간동안 사망한 희생자들을 기리기 위해 루드로 위령비를 세웠다. 위령비는 2003년 5월 신원미상의 인물에 의해 훼손되었다. 수리된 위령비가 2005년 6월 5일 꽤 바뀐 모습의 조각상으로 공개되었다.
루드로 사건에 대해 몇몇 유명한 곡들이 쓰여졌다. 그 중 유명한 미국의 포크 가수 우디 구트리의 “루드로 학살(Ludlow Massacre)”과 아일랜드 음악가인 앤디 얼바인의 “위령비(The Monument)(잊지 않기 위해)”가 있다. 이 사건은 포크 가수 존 서키스의 앨범 “켈리를 위한 노래(Songs for Kelly)”에 있는 곡 “빵과 장미(Bread and Roses)”에서도 언급된다.
루드로 학살의 마지막 생존자, 매리 베니히-맥클리어리는 2007년 6월 28일 94세에 뇌졸중으로 사망하였다. 그녀는 사건이 일어났을 때 18개월 밖에 되지 않았었다. 맥클리어리의 부모와 두 오빠는 기차가 민병대와 천막촌 사이를 가로막았을 때 간신히 도망쳤다. 하지만 매리는 홀로 남겨졌다. 16세의 소년이 매리의 울음소리를 듣고 매리를 코트 자락에 숨겨 숲으로 도망쳤다. 매리와 소년이 숨어있는 것이 몇 일후 발견되었다. 맥클리어리의 딸은 가족들은 대량 학살에 대해 이야기 하지 않는다고한다.

## 희생자
다음의 사람들이 희생되었고 루드로 기념비에 기려지고 있다:
- 존 바르톨로띠, 45
- 찰리 코스타, 31
- 페들리나 코스타, 27
- 루시 코스타, 4
- 오노프리오 코스타, 6
- 재임스 파일러, 43
- 클로리바 페드레곤, 4
- 로드겔로 페드레곤, 6
- 프랭크 페트루찌, 생후 4개월
- 조 페트루찌, 4
- 루시 페트루찌, 2
- 프랭크 루비노, 23
- 윌리엄 스나이더 Jr., 11
- 루이스 티카스, 30
- 유라라 발데스, 8
- 엘비라 발데스, 생후 3개월
- 매리 발데스, 7
- 패트리아 발데스, 37
- 조지 울먼, 56

## 같이 보기
- 콜로라도 노동전쟁